# Heissiella
Heissiella is een geslacht van wantsen uit de familie van de Tingidae (netwantsen). Het geslacht werd voor het eerst wetenschappelijk beschreven door Jean Péricart in 1984.

## Soorten
Het genus bevat de volgende soorten:

- Heissiella bicaudata Péricart, 1984
- Heissiella donguri Souma & Ishikawa, 2020
- Heissiella dryadis (Drake & Poor, 1936)